# Rickettsiella
Rickettsiella é um gênero da família Coxiellaceae. Não deve ser confundido com Rickettsia.
É considerado atualmente do Gammaproteobacteria. No entanto, esta classificação tem sido contestada.